# Ричленд (округ, Иллинойс)
Ричленд (англ. Richland County) — округ в штате Иллинойс, США. Официально образован 24 февраля 1841 года. По состоянию на 2010 год, численность населения составляла 16 233 человека.

## География
По данным Бюро переписи США, общая площадь округа равняется 937,581 км2, из которых 9 220,409 км2 — суша, и 1,900 км2, или 0,500 % — это водоёмы.

## Население
По данным переписи населения 2000 года в округе проживает 16 149 жителей в составе 6660 домашних хозяйств и 4535 семей. Плотность населения составляет 17,00 человек на км2. На территории округа насчитывается 7468 жилых строений, при плотности застройки около 8,00-ми строений на км2. Расовый состав населения: белые — 98,16 %, афроамериканцы — 0,29 %, коренные американцы (индейцы) — 0,12 %, азиаты — 0,57 %, гавайцы — 0,04 %, представители других рас — 0,22 %, представители двух или более рас — 0,59 %. Испаноязычные составляли 0,77 % населения независимо от расы.
В составе 30,50 % из общего числа домашних хозяйств проживают дети в возрасте до 18 лет, 55,80 % домашних хозяйств представляют собой супружеские пары, проживающие вместе, 8,80 % домашних хозяйств представляют собой одиноких женщин без супруга, 31,90 % домашних хозяйств не имеют отношения к семьям, 27,70 % домашних хозяйств состоят из одного человека, 13,90 % домашних хозяйств состоят из престарелых (65 лет и старше), проживающих в одиночестве. Средний размер домашнего хозяйства составляет 2,40 человека, и средний размер семьи — 2,92 человека.
Возрастной состав округа: 24,50 % — моложе 18 лет, 8,30 % — от 18 до 24, 26,60 % — от 25 до 44, 23,00 % — от 45 до 64, и 23,00 % — от 65 и старше. Средний возраст жителя округа — 39 лет. На каждые 100 женщин приходится 93,30 мужчин. На каждые 100 женщин старше 18 лет приходится 89,80 мужчин.
Средний доход на домохозяйство в округе составлял 31 185 USD, на семью — 40 000 USD. Среднестатистический заработок мужчины был 28 955 USD против 19 693 USD для женщины. Доход на душу населения составлял 16 847 USD. Около 9,80 % семей и 12,90 % общего населения находились ниже черты бедности, в том числе — 16,60 % молодежи (тех, кому ещё не исполнилось 18 лет) и 7,00 % тех, кому было уже больше 65 лет.